# فرناندا أرايا
فرناندا إجناسيا أرايا تولوزا (من مواليد 12 أكتوبر 1994) هي لاعبة كرة قدم تشيلية تلعب دور الجناح الأيسر للكلية الأمريكية "OVU Fighting Scots" والمنتخب التشيلي الوطني للسيدات.